# Musti

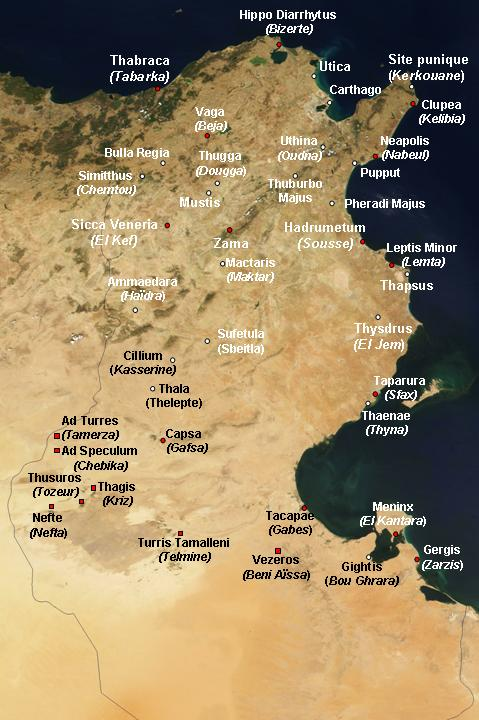
Site de Musti au nord de la Tunisie antique.

Musti ou Mustis est un site antique situé près du village d'El Krib, au nord de l'actuelle Tunisie, à environ 120 kilomètres de Tunis. Cette région connaît durant l'Empire romain une densité urbaine très forte.

## Histoire
Musti était une ville importante de l'époque romaine située le long d'une voie romaine reliant Carthage et Tébessa. Les limites de la ville sont fixées en 238 par deux arcs de triomphe, érigés sur cette route qui traverse Musti d'est en ouest. Vers la fin du IIe siècle av. J.-C., le général romain Marius y établit ses vétérans. Plus tard, la ville est élevée au statut de municipe, par Jules César ou Auguste, sans recevoir de colons à l'instar d'Hippo Regius et d'Utique. La présence de citoyens romains — principalement des négociants — est attestée dès l'époque républicaine. La ville perd son aspect ouvert lorsque les Byzantins la transforment en bastion durant leurs luttes contre les Vandales.
Le site est actuellement connu pour ses vestiges archéologiques et épigraphiques bien qu'il ne soit que partiellement excavé : on y trouve néanmoins les restes d'un forum, d'un marché, de plusieurs temples, de réservoirs, d'une citadelle byzantine et d'un certain nombre de maisons romaines. Un large secteur reste encore fouiller.

## Site archéologique

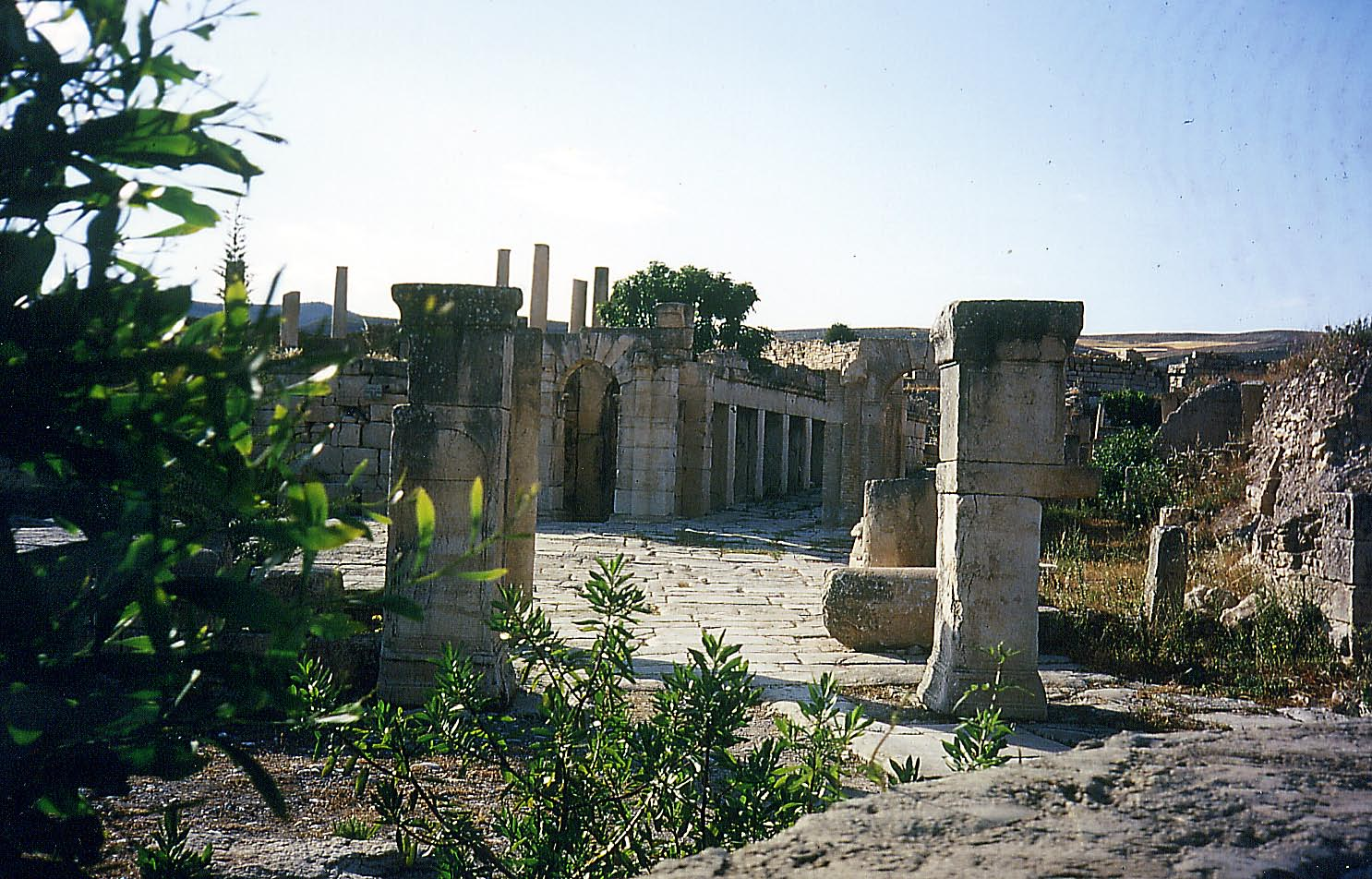
Ruines de Musti.

L'attribution de l'arc situé à l'entrée du site reste toujours inconnue. L'arc oriental, qui est dans un état de ruine avancée, est restauré en 1967 par l'Institut national d'art et d'archéologie et plus particulièrement par le Service des monuments historiques. Le mausolée voisin des Iulii, très proche de l'arc oriental, est également reconstitué à cette époque. La restauration prend 17 mois.
L'entrée du site s'ouvre sur une grande cour pavée qui mène à une porte intéressante de par sa structure. Celle-ci comporte en effet des chemins couverts du côté gauche et du côté droit. 
Près de la porte se trouvent les restes de trois temples dédiés à Cérès, Pluton et Apollon. On y trouve également les ruines d'une petite église chrétienne, une basilique comportant trois nefs et d'un baptistère adjointe d'une grande fortification byzantine.